# Milan Mitrovič
Milan Mitrovič (Ljubljana, 1958. május 10. –) szlovén nemzetközi labdarúgó-játékvezető.

## Pályafutása

### Nemzeti játékvezetés
Pályafutása során hazája legfelső szintű labdarúgó-bajnokságának játékvezetője lett. Az aktív nemzeti játékvezetéstől 2002-ben vonult vissza.

#### Nemzeti kupamérkőzések
Vezetett Kupa-döntők száma: 1.

##### Szlovén Kupa
| Időpont          | Helyszín                     | Mérkőzés típusa        | Mérkőzés                             | Eredmény | Nézők száma |
| ---------------- | ---------------------------- | ---------------------- | ------------------------------------ | -------- | ----------- |
| 1994. június 15. | Ljudski vrt Stadion, Maribor | döntő második mérkőzés | Maribor Branik–Mura 05 (II. osztály) | 3 : 1    | 10 000      |

### Nemzetközi játékvezetés
A Szlovén labdarúgó-szövetség Játékvezető Bizottsága (FRAS - JB) 1992-ben terjesztette fel nemzetközi játékvezetőnek, a Nemzetközi Labdarúgó-szövetség (FIFA) bíróinak keretébe. Több nemzetek közötti válogatott és klubmérkőzést vezetett. A szlovén nemzetközi játékvezetők rangsorában, a világbajnokság-Európa-bajnokság sorrendjében  a 3. helyet foglalja el 3 találkozó szolgálatával. Az aktív nemzetközi játékvezetéstől 2002. július 13-án búcsúzott. Nemzetközi mérkőzéseinek száma: 68. Válogatott mérkőzéseinek száma: 7.

#### Világbajnokság
A világbajnoki döntőhöz vezető úton Franciaországba a XVI., az 1998-as labdarúgó-világbajnokságra a FIFA JB bíróként alkalmazta.
| Időpont           | Helyszín                   | Mérkőzés típusa           | Mérkőzés            | Eredmény | Nézők száma |
| ----------------- | -------------------------- | ------------------------- | ------------------- | -------- | ----------- |
| 1996. november 9. | Ernst Happel Stadion, Bécs | előselejtező (4. csoport) | Ausztria–Lettország | 2 : 1    | 15 700      |

#### Európa-bajnokság
Az európai-labdarúgó torna döntőjéhez vezető úton Angliába a X., az 1996-os labdarúgó-Európa-bajnokságra és Belgiumba és Hollandiába a XI., a 2000-es labdarúgó-Európa-bajnokságra az UEFA JB játékvezetőként foglalkoztatta.

##### 1996-os labdarúgó-Európa-bajnokság
| Időpont             | Helyszín                     | Mérkőzés típusa           | Mérkőzés               | Eredmény | Nézők száma |
| ------------------- | ---------------------------- | ------------------------- | ---------------------- | -------- | ----------- |
| 1995. szeptember 6. | Olimpiai Stadion, Serravalle | előselejtező (8. csoport) | San Marino–Görögország | 0 : 4    | 886         |

##### 2000-es labdarúgó-Európa-bajnokság
| Időpont           | Helyszín                         | Mérkőzés típusa           | Mérkőzés           | Eredmény | Nézők száma |
| ----------------- | -------------------------------- | ------------------------- | ------------------ | -------- | ----------- |
| 1999. március 31. | Josy Barthel Stadion, Luxembourg | előselejtező (5. csoport) | Luxemburg–Bulgária | 0 : 2    | 3 004       |